# Liste des plages d'Ibiza
Cet article donne la liste des plages d'Ibiza, île Baléare.
Les plages sont données à partir de la commune d'Ibiza.

## Liste
| Nom                                                                                      | Sol et environnement                                | Longueur × largeur (m) | Localisation                                                              | Code        | Image                                                |
| ---------------------------------------------------------------------------------------- | --------------------------------------------------- | ---------------------- | ------------------------------------------------------------------------- | ----------- | ---------------------------------------------------- |
| Cala Talamanca                                                                           | Sable, urbain                                       | 900 × 30               | Ibiza C. Talamanca 38° 55′ 02″ N, 1° 27′ 20″ E                            | PL-IB-80001 | Cala Talamanca (Ibiza)                               |
| Ses Figueretes                                                                           | Sable, urbain                                       | 450 × 25               | Ibiza Pg. de ses Pitiüses 38° 54′ 15″ N, 1° 25′ 19″ E                     | PL-IB-80002 | Ses Figueretes (Ibiza)                               |
| Platja d'en Bossa                                                                        | Sable fin, urbain                                   | 2.700 × 50             | Sant Josep de sa Talaia et Ibiza 38° 53′ 11″ N, 1° 24′ 26″ E              | PL-IB-83001 | Platja d'en Bossa (Ibiza et Sant Josep de sa Talaia) |
| Platja des Cavallet                                                                      | Sable fin, naturel protégé                          | 1.160 × 33             | Sant Josep de sa Talaia 38° 50′ 39″ N, 1° 24′ 09″ E                       | PL-IB-83002 | Platja des Cavallet (Sant Josep de sa Talaia)        |
| Platja de Migjorn ou platja de ses Salines                                               | Sable fin, naturel protégé                          | 780 × 25               | Sant Josep de sa Talaia 38° 50′ 31″ N, 1° 23′ 21″ E                       | PL-IB-83003 | Platja de ses Salines (Sant Josep de sa Talaia)      |
| Platja des Codolar                                                                       | Galets, naturel                                     | 3.160 × 54             | Sant Josep de sa Talaia 38° 51′ 46″ N, 1° 21′ 30″ E                       | PL-IB-83004 | Platja des Codolar (Sant Josep de sa Talaia)         |
| Cala Jondal, ou es Jondal                                                                | Galets et rochers, naturel                          | 480 × 43               | Sant Josep de sa Talaia 38° 52′ 04″ N, 1° 19′ 01″ E                       | PL-IB-83005 | Cala Jondal (Sant Josep de sa Talaia)                |
| Es Xarco ou es Xarcu                                                                     | Sable fin, naturel                                  | 450 × 11               | Sant Josep de sa Talaia 38° 52′ 06″ N, 1° 18′ 36″ E                       | PL-IB-83006 |                                                      |
| Es Torrent                                                                               | Sable, naturel                                      | 50 × 20                | Sant Josep de sa Talaia 38° 52′ 30″ N, 1° 17′ 56″ E                       | PL-IB-83007 |                                                      |
| Cala des Cubells: platja des Cubells, platgeta de s'Ullastre et platja de ses Boques     | Galets et gravier, naturel                          | 720 × 80               | Sant Josep de sa Talaia 38° 52′ 41″ N, 1° 16′ 04″ E                       | PL-IB-83008 |                                                      |
| Caló d'Hort ou Cala d'Hort                                                               | Sable de grain moyen, naturel                       | 200 × 30               | Sant Josep de sa Talaia 38° 53′ 25″ N, 1° 13′ 27″ E                       | PL-IB-83009 | Caló d'Hort (Sant Josep de sa Talaia)                |
| Cala Carbó                                                                               | Sable, naturel                                      | 60 × 45                | Sant Josep de sa Talaia 38° 53′ 42″ N, 1° 13′ 05″ E                       | PL-IB-83010 |                                                      |
| Cala Vedella                                                                             | Sable de grain fin, naturel et résidentiel          | 200 × 45               | Sant Josep de sa Talaia 38° 54′ 49″ N, 1° 13′ 27″ E                       | PL-IB-83011 | Cala Vedella (Sant Josep de sa Talaia)               |
| Cala Molí                                                                                | Sable gros grain, naturel et résidentiel            | 100 × 50               | Sant Josep de sa Talaia 38° 55′ 48″ N, 1° 13′ 59″ E                       | PL-IB-83012 |                                                      |
| Cala Tarida                                                                              | Sable fin, résidentiel                              | 31 × 40                | Sant Josep de sa Talaia 38° 56′ 24″ N, 1° 14′ 09″ E                       | PL-IB-83013 | Cala Tarida (Sant Josep de sa Talaia)                |
| Cala Codolar                                                                             | Sable naturel de grain moyen, résidentiel           | 80 × 20                | Sant Josep de sa Talaia 38° 57′ 01″ N, 1° 13′ 40″ E                       | PL-IB-83014 |                                                      |
| Platges de Comte, ou Cala Comte: Racó d'en Xic, platja de Ponent et platja de Tramuntana | Sable fin naturel et plateformes rocheuses, naturel | 120 × 22               | Sant Josep de sa Talaia 38° 57′ 46″ N, 1° 13′ 13″ E                       | PL-IB-83015 | Platges de Comte (Sant Josep de sa Talaia)           |
| Cala Bassa ou platja de la Bassa                                                         | Sable, naturel                                      | 220 × 24               | Sant Josep de sa Talaia 38° 58′ 04″ N, 1° 14′ 23″ E                       | PL-IB-83016 | Cala Bassa (Sant Josep de sa Talaia)                 |
| Es Port, Port des Torrent ou Cala des Torrent                                            | Sable fin, résidentiel                              | 110 × 60               | Sant Josep de sa Talaia 38° 58′ 00″ N, 1° 16′ 07″ E                       | PL-IB-83017 |                                                      |
| Platja d'en Xinxó ou Cala de Bou                                                         | Sable, semiurbain                                   | 170 × 15               | Sant Josep de sa Talaia 38° 58′ 17″ N, 1° 17′ 12″ E                       | PL-IB-83020 |                                                      |
| Caló des Serral ou Caló d'en Serral                                                      | Sable, semiurbain                                   | 50 × 8                 | Sant Josep de sa Talaia 38° 58′ 06″ N, 1° 17′ 46″ E                       | PL-IB-83019 |                                                      |
| Platja de s'Estanyol                                                                     | Sable, semiurbain                                   | 40 × 49                | Sant Josep de sa Talaia 38° 58′ 05″ N, 1° 18′ 00″ E                       | PL-IB-83021 |                                                      |
| Platja des Pueto ou platja des Pouet                                                     | Sable fin, urbain                                   | 130 × 30               | Sant Antoni de Portmany 38° 58′ 12″ N, 1° 18′ 13″ E                       | PL-IB-82001 |                                                      |
| Platja des Reguero, platja de Sant Antoni ou s'Sablel                                    | Sable fin, urbain                                   | 1.500 × 50             | Sant Antoni de Portmany 38° 58′ 32″ N, 1° 18′ 28″ E                       | PL-IB-82002 | Platja des Reguero (Sant Antoni de Portmany)         |
| Coves Blanques                                                                           | Rochers, urbain                                     | 500 × 20               | Sant Antoni de Portmany 38° 58′ 49″ N, 1° 17′ 46″ E                       | PL-IB-82003 |                                                      |
| Caló des Moro                                                                            | Sable fin, urbain                                   | 45 × 30                | Sant Antoni de Portmany 38° 59′ 07″ N, 1° 17′ 48″ E                       | PL-IB-82004 |                                                      |
| Cap Blanc                                                                                | Rochers, semiurbain                                 |                        | Sant Antoni de Portmany 38° 59′ 25″ N, 1° 17′ 14″ E                       | PL-IB-82005 |                                                      |
| Cala Gració et Cala Gracioneta                                                           | Sable fin, résidentiel                              | 50 × 110               | Sant Antoni de Portmany 38° 59′ 31″ N, 1° 17′ 25″ E                       | PL-IB-82006 |                                                      |
| Punta de sa Galera ou Racó de sa Galera                                                  | Dalles de pierre, naturel                           | 20 × 3                 | Sant Antoni de Portmany 39° 00′ 09″ N, 1° 17′ 34″ E                       | PL-IB-82007 |                                                      |
| Cala Salada                                                                              | Sable de grain moyen, naturel                       | 75 × 20                | Sant Antoni de Portmany 39° 00′ 35″ N, 1° 17′ 57″ E                       | PL-IB-82008 | Cala Salada (Sant Antoni de Portmany)                |
| Cala Saladeta ou s'Sable                                                                 | Sable, naturel                                      | 40 × 25                | Sant Antoni de Portmany 39° 00′ 41″ N, 1° 17′ 50″ E                       | PL-IB-82009 | Cala Saladeta (Sant Antoni de Portmany)              |
| Cala d'en Sardina                                                                        | Galets, naturel protégé                             | 12 × 8                 | Sant Antoni de Portmany Santa Agnès de Corona 39° 03′ 11″ N, 1° 20′ 30″ E | PL-IB-82010 |                                                      |
| Cala d'Albarca ou Cala d'Aubarca                                                         | Sable, naturel protégé                              | 10 × 12                | Sant Antoni de Portmany Sant Mateu d'Albarca 39° 03′ 44″ N, 1° 22′ 31″ E  | PL-IB-82011 | Cala d'Albarca (Sant Antoni de Portmany)             |
| S'Illa des Bosc ou es Pas de s'Illa des Bosc                                             | Galets, gravier et sable de grain moyen, naturel    | 80 × 75                | Sant Joan de Labritja Port de Sant Miquel 39° 05′ 09″ N, 1° 26′ 15″ E     | PL-IB-81001 |                                                      |
| Cala Moltons ou Cala des Moltons                                                         | Sable, naturel                                      | 39 × 36                | Sant Joan de Labritja Port de Sant Miquel 39° 04′ 52″ N, 1° 26′ 16″ E     | PL-IB-81003 |                                                      |
| Port de Sant Miquel ou Port de Balansat                                                  | Sable de grain moyen, résidentiel                   | 124 × 95               | Sant Joan de Labritja 39° 04′ 48″ N, 1° 26′ 26″ E                         | PL-IB-81002 | Port de Sant Miquel (Sant Joan de Labritja)          |
| Cala Benirràs ou Port de Benirràs                                                        | Sable gros grain et galets, naturel                 | 132 × 63               | Sant Joan de Labritja 39° 05′ 23″ N, 1° 27′ 14″ E                         | PL-IB-81004 | Cala Benirràs (Sant Joan de Labritja)                |
| Es Caló de s'Illa                                                                        | Galets, naturel                                     | 52 × 30                | Sant Joan de Labritja 39° 05′ 58″ N, 1° 27′ 53″ E                         | PL-IB-81005 |                                                      |
| Cala Xarraca                                                                             | Sable de gros grain et rochers, naturel             | 76 × 70                | Sant Joan de Labritja 39° 05′ 54″ N, 1° 29′ 49″ E                         | PL-IB-81006 | Cala Xarraca (Sant Joan de Labritja)                 |
| S'Illot d'en Renclí ou s'Illot des Renclí                                                | Sable de gros grain et rochers, naturel             | 34 × 9                 | Sant Joan de Labritja 39° 06′ 01″ N, 1° 30′ 10″ E                         | PL-IB-81007 |                                                      |
| Cala Xuclà ou Cala des Xuclar                                                            | Sable de grain moyen, naturel                       | 34 × 47                | Sant Joan de Labritja 39° 06′ 10″ N, 1° 30′ 33″ E                         | PL-IB-81008 | Cala Xuclà (Sant Joan de Labritja)                   |
| Punta de sa Torre ou Punta des Marés                                                     | Rochers, naturel                                    |                        | Sant Joan de Labritja 39° 06′ 48″ N, 1° 30′ 32″ E                         | PL-IB-81009 | Punta de sa Torre (Sant Joan de Labritja)            |
| Cala Imatge ou sa Imatge                                                                 | Sable, semiurbain                                   | 32 × 18                | Sant Joan de Labritja Portinatx 39° 06′ 36″ N, 1° 30′ 42″ E               | PL-IB-81011 | Cala Imatge (Sant Joan de Labritja)                  |
| S'Sablel Petit                                                                           | Sable, urbain                                       | 76 × 70                | Sant Joan de Labritja Portinatx 39° 06′ 31″ N, 1° 30′ 55″ E               | PL-IB-81012 |                                                      |
| S'Sablel Gran ou s'Sablel Gros                                                           | Sable, urbain                                       | 136 × 123              | Sant Joan de Labritja Portinatx 39° 06′ 36″ N, 1° 31′ 03″ E               | PL-IB-81013 | S'Sablel Gran (Sant Joan de Labritja)                |
| Port de Portinatx, Cala d'es Portitxol ou Caló des Marés                                 | Sable, urbain                                       | 36 × 60                | Sant Joan de Labritja 39° 06′ 50″ N, 1° 31′ 14″ E                         | PL-IB-81010 |                                                      |
| Caló d'en Serra ou Cala d'en Serra                                                       | Sable de grain moyen avec galets, naturel           | 50 × 24                | Sant Joan de Labritja 39° 06′ 28″ N, 1° 32′ 13″ E                         | PL-IB-81014 | Caló d'en Serra (Sant Joan de Labritja)              |
| Port de ses Caletes                                                                      | Galets, naturel                                     | 80 × 20                | Sant Joan de Labritja 39° 05′ 48″ N, 1° 33′ 11″ E                         | PL-IB-81015 |                                                      |
| Racó de sa Talaia                                                                        | Galets, naturel                                     | 45 × 22                | Sant Joan de Labritja 39° 05′ 35″ N, 1° 33′ 44″ E                         | PL-IB-81016 |                                                      |
| Sa Penya Blanca                                                                          | Galets, naturel                                     | 50 × 20                | Sant Joan de Labritja 39° 04′ 45″ N, 1° 36′ 04″ E                         | PL-IB-81017 |                                                      |
| Cala Sant Vicent, Cala Maians ou sa Cala                                                 | Sable fin, résidentiel                              | 370 × 23               | Sant Joan de Labritja Sant Vicent de sa Cala 39° 04′ 33″ N, 1° 35′ 32″ E  | PL-IB-81018 | Cala Sant Vicent (Sant Joan de Labritja)             |
| Platja de s'Aigua Blanca ou Aigües Blanques                                              | Sable fin, naturel                                  | 300 × 30               | Santa Eulària des Riu 39° 03′ 34″ N, 1° 35′ 22″ E                         | PL-IB-84001 | Platja de s'Aigua Blanca (Santa Eulària des Riu)     |
| Platja des Figueral                                                                      | Sable, semiurbain                                   | 410 × 45               | Santa Eulària des Riu 39° 03′ 12″ N, 1° 35′ 38″ E                         | PL-IB-84002 |                                                      |
| Pou des Lleó ou Canal d'en Martí                                                         | Sable fin et roche, naturel                         | 170 × 30               | Santa Eulària des Riu 39° 02′ 05″ N, 1° 36′ 31″ E                         | PL-IB-84003 | Pou des Lleó (Santa Eulària des Riu)                 |
| Cala Boix                                                                                | Sable très fin, naturel                             | 160 × 18               | Santa Eulària des Riu 39° 01′ 47″ N, 1° 36′ 23″ E                         | PL-IB-84004 | Cala Boix (Santa Eulària des Riu)                    |
| Cala Mastella                                                                            | Sable fin, naturel                                  | 45 × 18                | Santa Eulària des Riu 39° 01′ 29″ N, 1° 35′ 43″ E                         | PL-IB-84005 |                                                      |
| Cala Llenya                                                                              | Sable fin, résidentiel                              | 220 × 80               | Santa Eulària des Riu 39° 00′ 56″ N, 1° 35′ 05″ E                         | PL-IB-84006 |                                                      |
| Cala Nova                                                                                | Sable fin, naturel                                  | 400 × 45               | Santa Eulària des Riu 39° 00′ 32″ N, 1° 34′ 55″ E                         | PL-IB-84007 | Cala Nova (Santa Eulària des Riu)                    |
| Es Canar                                                                                 | Sable fin, urbain                                   | 370 × 40               | Santa Eulària des Riu 39° 00′ 08″ N, 1° 34′ 43″ E                         | PL-IB-84008 | Es Canar (Santa Eulària des Riu)                     |
| Cala Martina ou Ca na Martina                                                            | Sable fin, résidentiel                              | 270 × 25               | Santa Eulària des Riu 38° 59′ 29″ N, 1° 34′ 23″ E                         | PL-IB-84009 | Cala Martina (Santa Eulària des Riu)                 |
| S'Argamassa                                                                              | Sable de grain moyen et rochers, résidentiel        | 180 × 18               | Santa Eulària des Riu 38° 59′ 31″ N, 1° 34′ 07″ E                         | PL-IB-84010 |                                                      |
| Cala Pada                                                                                | Sable fin, résidentiel                              | 195 × 15               | Santa Eulària des Riu 38° 59′ 36″ N, 1° 33′ 43″ E                         | PL-IB-84011 | Cala Pada (Santa Eulària des Riu)                    |
| Platja des Niu Blau ou s'Estanyol                                                        | Sable fin, gravier et rochers, résidentiel          | 140 × 20               | Santa Eulària des Riu 38° 59′ 34″ N, 1° 33′ 10″ E                         | PL-IB-84012 | Es Niu Blau (Santa Eulària des Riu)                  |
| Sa Caleta                                                                                | Sable, naturel                                      | 100 × 20               | Santa Eulària des Riu 38° 59′ 28″ N, 1° 32′ 57″ E                         | PL-IB-84013 | Sa Caleta                                            |
| Platja de Santa Eulària et Platja del riu de Santa Eulària ou s'Hort Davall              | Sable et gravier, urbain                            | 295 × 30               | Santa Eulària des Riu 38° 59′ 00″ N, 1° 32′ 04″ E                         | PL-IB-84014 | Platja de Santa Eulària (Santa Eulària des Riu)      |
| Es Recó de s'Alga ou Caló de s'Alga                                                      | Sable, semiurbain                                   | 110 × 20               | Santa Eulària des Riu 38° 58′ 28″ N, 1° 31′ 53″ E                         | PL-IB-84015 | Es Recó de s'Alga (Santa Eulària des Riu)            |
| Cala Llonga                                                                              | Sable fin, résidentiel                              | 220 × 80               | Santa Eulària des Riu 38° 57′ 10″ N, 1° 31′ 10″ E                         | PL-IB-84016 | Cala Llonga (Santa Eulària des Riu)                  |
| Cala Olivera                                                                             | Sable, naturel                                      | 30 × 25                | Santa Eulària des Riu 38° 56′ 02″ N, 1° 30′ 10″ E                         | PL-IB-84017 | Cala Olivera (Santa Eulària des Riu)                 |

### Sources
- (ca) Cet article est partiellement ou en totalité issu de l’article de Wikipédia en catalan intitulé « Llista de platges d'Eivissa » (voir la liste des auteurs).